# Staind: The Videos
Staind: The Videos è il secondo DVD della band statunitense Staind pubblicato il 14 novembre 2006 sotto l'etichetta della Atlantic Records.

## Tracce
1. "Just Go"
2. "Mudshovel"
3. "Home"
4. "Outside" (Family Values live, featuring Fred Durst)
5. "It's Been Awhile"
6. "Fade"
7. "For You"
8. "Epiphany"
9. "Price to Play"
10. "How About You"
11. "So Far Away"
12. "Right Here"
13. "Falling"
14. "Everything Changes"

### Bonus tracks
1. "Sober" (Tool cover) (live acoustic)
2. "Everything Changes" (live acoustic)